# Arist von Schlippe
Arist von Schlippe (* 1951 in Emden) ist ein deutscher Psychologe, Psychotherapeut und Hochschullehrer.
1976–1981 Tätigkeit in der Kinder- und Jugendpsychiatrie. Ab 1981 in der Klinischen Psychologie der Universität Osnabrück tätig, seit 2005 hält er den Lehrstuhl Führung und Dynamik von Familienunternehmen der Universität Witten/Herdecke. Von 1999 bis 2005 war er Erster Vorsitzender der Systemischen Gesellschaft.
Seit 1986 ist von Schlippe Lehrtherapeut und Lehrender Supervisor am Institut für Familientherapie Weinheim. Der Verband der lettischen Familientherapeuten in Riga ernannte ihn zum Ehrenmitglied. Er fungiert als Mitherausgeber der Fachzeitschrift "Familiendynamik" und ist Co-Autor des "Lehrbuchs für systemische Therapie und Beratung". Seine wissenschaftliche Tätigkeit lässt unschwer einen starken klinischen Akzent erkennen, der durch Fragestellungen in Bezug auf Familienunternehmen und Organisationen ergänzt wird. Er hat sich mit unterschiedlichen familientherapeutischen Fragen befasst und sieht den Übergang von Beratung zu therapeutischer Arbeit mit Familien als fließend an.
Von 2005 bis 2017 war von Schlippe Inhaber des Lehrstuhls „Führung und Dynamik von Familienunternehmen“ sowie ab 2007 akademischer Direktor des Wittener Instituts für Familienunternehmen (WIFU) an der Universität Witten/Herdecke.

## Publikationen
- Mehr als Unsinn. Zusammen mit Björn von Schlippe. Göttingen 2020. ISBN 978-3-525-40852-0. (Online)
- Gewusst wie, gewusst warum. Die Logik systemischer Interventionen. Zusammen mit Jochen Schweitzer. Göttingen 2019. ISBN 978-3-525-45904-1.
- Stärke statt Macht. Zusammen mit Haim Omer. Göttingen 2012. ISBN 978-3-525-40203-0.
- Große deutsche Familienunternehmen. Zusammen mit M. Plate, T. Groth, V. Ackermann. Göttingen 2011. ISBN 978-3-525-40338-9.
- Familienunternehmen verstehen. Gründer, Gesellschafter und Generationen. (Hrsg. gemeinsam mit Almute Nischak und Mohammed El Hachimi) Vandenhoeck & Ruprecht Göttingen 2008. ISBN 978-3-525-49135-5.
- Feindbilder – Psychologie der Dämonisierung. (Hrsg. gemeinsam mit Haim Omer und Nahi Alon. Mit einem Vorwort des Dalai Lama.) Göttingen 2007. ISBN 3-525-49100-X.
- Lehrbuch der systemischen Therapie und Beratung I. Das Grundlagenwissen. Gemeinsam mit Jochen Schweitzer. 2. Auflage, Göttingen 2013. ISBN 978-3-525-40185-9.
- Lehrbuch der systemischen Therapie und Beratung II: Das störungsspezifische Wissen. Gemeinsam mit Jochen Schweitzer. 5. Auflage, Göttingen 2014. ISBN 978-3-525-46256-0.
- Niemand ist allein krank. (Hrsg. gemeinsam mit St. Theiling) Lengerich 2005. ISBN 3-89967-163-5.
- Personzentrierung und Systemtheorie. (Hrsg. gemeinsam mit Willy Christian Kriz) Göttingen 2004. ISBN 3-525-49078-X.
- Autorität durch Beziehung. Gemeinsam mit Haim Omer. 6. Auflage, Göttingen 2012. ISBN 3-525-49077-1.
- Werkstattbuch Elterncoaching. Gemeinsam mit Michael Grabbe herausgegeben. 3. Auflage, Göttingen 2012. ISBN 978-3-525-49109-6.
- Multikulturelle systemische Praxis. Gemeinsam mit Mohammed El Hachimi und Gesa Jürgens Heidelberg 2003. ISBN 3-89670-407-9.
- Autorität ohne Gewalt. Gemeinsam mit Haim Omer. 8. Auflage, Göttingen 2011. ISBN 978-3-525-01470-7.
- Frühkindliche Lebenswelten und Erziehungsberatung. (Hrsg. gemeinsam mit Gisela Lösche und Christian Hawellek) Münster 2001. ISBN 3-933158-54-0.
- Familientherapie im Überblick. Paderborn 1984 (10. Auflage 1993). ISBN 3-87387-233-1.

## Nachweise
1. ↑  wifu.de (Memento vom 5. Juli 2012 im Internet Archive)
2. ↑  Systemische Gesellschaft Berlin
3. ↑  Institut für Familientherapie Weinheim
4. ↑  Archivierte Kopie (Memento vom 5. Juli 2012 im Internet Archive)